# Dominique Deslandres
Pour les articles homonymes, voir Deslandres.
Dominique Deslandres, née en 1961, est une historienne québécoise, professeure titulaire à l'Université de Montréal, dont l'enseignement et la recherche portent sur l'histoire  comparée de l'Amérique et de l'Europe, avec un intérêt particulier pour les mentalités modernes (rencontre de l'Autre et construction identitaire au XVIIe siècle).

## Biographie
Après avoir complété un doctorat à l'Université de Montréal et avoir été chercheuse post-doctorale à l'Université de William and Mary en Virginie, celle-ci enseigne à l'Université de Montréal dès 1992. À partir de 2001, elle est nommée professeure associée à l'Université de McGill. 
Après une contribution majeure dans l'Histoire du Christianisme (tome 9) et de nombreux articles dans des revues telles que Mélanges de l'École française de Rome, Revue d'histoire de l'Amérique française, Études d'histoire religieuse, elle fait paraître en 2003 sa première monographie : Croire et faire croire : les missions françaises au XVIIe siècle Fayard, suivie en 2007 de Les sulpiciens de Montréal, 1657-2007. Une histoire de pouvoir et de discrétion chez l'éditeur Fides qu'elle signe et codirige avec John Alexander Dickinson et Ollivier Hubert.

## Monographies
- Dominique Deslandres, Croire et faire croire : les missions françaises au XVIIe siècle (1600 - 1650), Fayard, Paris, 2003. 633 p.
- Dominique Deslandres, John A. Dickinson et Ollivier Hubert, dir., Les sulpiciens de Montréal, 1657-2007. Une histoire de pouvoir et de discrétion, Montréal, Fides, 2007.

## Récompenses
- Prix du meilleur livre savant en histoire canadienne de la Canadian Historical Association (en)[2]